# Itambé (Pernambuco)
Itambé is een gemeente in de Braziliaanse deelstaat Pernambuco. De gemeente telt 36.126 inwoners (schatting 2009).
De gemeente grenst aan Goiana, Condado, Aliança, Camutanga, Ferreiros, Pedras de Fogo en Juripiranga.